# Saitonia
Saitonia es un género de arañas araneomorfas de la familia Linyphiidae. Se encuentra en Japón y Corea del Sur.

## Lista de especies
Según The World Spider Catalog 12.0:
- Saitonia kawaguchikonis Saito & Ono, 2001
- Saitonia longicephala (Saito, 1988)
- Saitonia muscus (Saito, 1989)
- Saitonia ojiroensis (Saito, 1990)
- Saitonia orientalis (Oi, 1960)
- Saitonia pilosus Seo, 2011